# Ostrý (tvrz)
Ostrý je zaniklá tvrz, která stávala asi 1,5 kilometru jihovýchodně od vesnice Rpety u Hořovic v okrese Beroun. Ke tvrzi se nedochovaly žádné historické prameny. Podle archeologických nálezů existovala během třináctého až patnáctého století. Dochovaly se z ní terénní pozůstatky opevnění, které jsou chráněny jako kulturní památka.

## Historie
O tvrzi se nedochovaly žádné písemné zprávy. August Sedláček lokalitu hypoteticky spojil se zemanským rodem Čamských z Ostrého, jehož příslušníci žili až do sedmnáctého století. Ačkoliv je podle Sedláčka jejich původ nejasný, první zmínka o rodu pochází z roku 1378. Na jejich starobylý původ může poukazovat i rodový erb, ve kterém měli dvě zkřížené sekery.

## Stavební podoba
Tvrziště má okrouhlý půdorys a je obehnané příkopem a valem. Navazuje na ně rozsáhlé předhradí chráněné na severozápadě dalším příkopem a valem, ale v tomto případě je možné, že pozůstatky jeho opevnění jsou pravěkého původu.